# Ausbildungs-Division 464 (Wehrmacht)
Die Ausbildungs-Division 464 war eine deutsche Infanteriedivision im Zweiten Weltkrieg.

## Divisionsgeschichte

### Division Nr. 464
Diese sächsische Division wurde als Division Nr. 464 am 23. September 1942 im Wehrkreis IV in Chemnitz im Zuge der Überführung der Ersatz-Division 154 und 174 in Reserve-Divisionen aufgestellt und übernahm die zurückbleibenden Ersatz-Einheiten der ehemaligen Ersatz-Divisionen. Zusätzlich wurden weitere Ersatz- und Trainings-Einheiten der Division zugeteilt und verblieb in der Aufstellungsregion als Bestandteil der Heimatarmee.
Anfang 1943 erfolgte im Zuchthaus Halle drei Hinrichtungen des Militärgerichts der Division, welches in dieser Zeit auch militärische Belange, z. B. wegen „Unzucht unter Männern“, des Reichskriegsgerichts vertrat.

### Ersatz-Division 464
Ende 1944 wurde die Division durch Auffrischung zur Ersatz-Division 464 aufgewertet.

### Ausbildungs-Division 464
Die Ausbildungs-Division 464, auch 464. Ausbildungs-Division, wurde am 26. März 1945 in Torgau durch Umbenennung der Ersatz-Division 464 gebildet und kurze Zeit später im Zuge der Ostgotenbewegung als Teil der Heimatarmee an die Front versetzt. Die Einheit kam in der 4. Panzerarmee im April 1945 im ostsächsischen Raum Zittau/Bautzen zum Einsatz gegen die Rote Armee, war dafür um die Volksgrenadier-Division 545 ergänzt worden und ging im Mai 1945 in Sachsen in amerikanische Kriegsgefangenschaft.

## Gliederung
- Grenadier-Ersatz- und -Ausbildungs-Regiment 14 (Leipzig)
- Grenadier-Ersatz-Regiment 534 (Zwickau)
- Artillerie-Ersatz-Regiment 24 (Altenburg)
- Kraftfahr-Ersatz- und -Ausbildungs-Abteilung 4
- Pionier-Ersatz-Bataillon 14
- Bau-Pionier-Ersatz- und -Ausbildungs-Bataillon 4
- Fahr-Ersatz- und -Ausbildungs-Abteilung 4
- Raketenwerfer-Ausbildungs-Regiment 1 (ab März 1945)

## Kommandeure
- Oberst/Generalmajor Wolfgang Hauser: von der Aufstellung bis 27. Juli 1944
- Generalleutnant Rudolf von Tschudi: 27. Juli bis 27. August 1944, ehemaliger Kommandeur der 333. Infanterie-Division
- Generalleutnant Rudolf Pilz: 27. August 1944 bis April 1945, erster Kommandeur der 333. Infanterie-Division und vorher Kommandeur der 203. Sicherungs-Division
- Generalmajor Eugen Theilacker: April 1945
- Generalleutnant Otto Heidkämper: bis zur Kapitulation der Division